# Női 200 méteres hátúszás a 2015. évi nyári európai ifjúsági olimpiai fesztiválon
A 2015. évi nyári európai ifjúsági olimpiai fesztiválon az úszás női 200 méteres hátúszás versenyeit július 29.-én rendezték a Tbilisziben.

## Rekordok
A versenyt megelőzően a következő rekordok voltak érvényben:
| EYOF rekord | Matyasovszky Dalma (Magyarország) | 2:13,71 | Utrecht, Hollandia | 2013. |

## Előfutamok
Az összesített eredmények alapján a legjobb időeredménnyel rendelkező 8 úszó jutott a döntőbe. A döntőben egy nemzet csak egy versenyzővel képviseltethette magát.
| H  | Név                          | Nemzet             | E       | Mj  |
| -- | ---------------------------- | ------------------ | ------- | --- |
| 1  | Sophie Leigh Hobbah          | Egyesült Királyság | 2:16.37 | Q   |
| 2  | Janja Jamsek                 | Szlovénia          | 2:17.73 | Q   |
| 3  | Tatiana Salcuțan             | Moldova            | 2:17.92 | Q   |
| 4  | Alexia Arredondo Urruchi     | Spanyolország      | 2:19.61 | Q   |
| 5  | Ilyés Laura Vanda            | Magyarország       | 2:21.72 | Q   |
| 6  | Ellinor Rose Southward       | Egyesült Királyság | 2:21.77 |     |
| 7  | Loulou Janssen               | Hollandia          | 2:21.83 | Q   |
| 8  | Valeriya Egorova             | Oroszország        | 2:23.71 | Q   |
| 9  | Lucie Kuehn                  | Németország        | 2:23.84 | Q   |
| 10 | Rebusco, Giulia              | Olaszország        | 2:24.06 | T1  |
| 11 | Indy Jongman                 | Hollandia          | 2:24.07 |     |
| 12 | Astrid Julie Halvorsen       | Norvégia           | 2:24.10 | T2  |
| 13 | Katerina Matoskova           | Csehország         | 2:24.12 |     |
| 14 | Efthymi Andrikopoulou Gkila  | Görögország        | 2:24.24 |     |
| 15 | Cristina Lucia Giurca        | Románia            | 2:24.32 |     |
| 16 | Meret Anna Walt              | Svájc              | 2:25.62 |     |
| 17 | Iryna Tsesiul                | Fehéroroszország   | 2:26.14 |     |
| 18 | Oliwia Ewa Wisniewska        | Lengyelország      | 2:26.38 |     |
| 19 | Paula Peltola                | Finnország         | 2:27.04 |     |
| 20 | Marlene Kahler               | Ausztria           | 2:28.43 |     |
| 21 | Andrea Todorovic             | Szerbia            | 2:28.94 |     |
| 22 | Bercin Baydar                | Törökország        | 2:29.59 |     |
| 23 | Robin Reindl                 | Szlovákia          | 2:29.60 |     |
| 24 | Lea Ricart Martinez          | Andorra            | 2:30.37 |     |
| 25 | Gabija Mankauskaite          | Litvánia           | 2:35.34 |     |
| 26 | Victoria Ylva Aberg          | Svédország         | 2:38.34 |     |
| 27 | Anna Andryushenko            | Azerbajdzsán       | 2:50.29 |     |
| -  | Sharon Laura Marcoli Marcoli | Svájc              |         | DNS |

## Döntő
| H     | Név                      | Nemzet             | E       | Mj |
| ----- | ------------------------ | ------------------ | ------- | -- |
| Arany | Janja Jamsek             | Szlovénia          | 2:16.75 |    |
| Ezüst | Tatiana Salcuțan         | Moldova            | 2:16.84 |    |
| Bronz | Sophie Leigh Hobbah      | Egyesült Királyság | 2:17.38 |    |
| 4     | Alexia Arredondo Urruchi | Spanyolország      | 2:21.01 |    |
| 5     | Valeriya Egorova         | Oroszország        | 2:21.14 |    |
| 6     | Ilyés Laura Vanda        | Magyarország       | 2:22.15 |    |
| 7     | Loulou Janssen           | Hollandia          | 2:22.69 |    |
| 8     | Lucie Kuehn              | Németország        | 2:23.38 |    |